# Мгебров-Рено
«Мгебров-Рено», также «Рено» Мгеброва — пулемётный бронеавтомобиль Российской империи периода Первой мировой войны. Проект бронировки разработан штабс-капитаном В. А. Мгебровым. Как и во всех броневиках Мгеброва, в проекте «Мгебров-Рено» активно использовалось расположение бронелистов под рациональными углами наклона, что повышало их пулестойкость. Бронеавтомобили «Мгебров-Рено» строились в 1915 году на Ижорском заводе на базе заднеприводного (4 × 2) шасси французской фирмы «Renault». Всего было построено 12 экземпляров в двух модификациях. Бронеавтомобили активно применялись русской армией в ходе Первой мировой войны, а также обеими противоборствующими сторонами в Гражданской войне в России. Отдельные машины находились в составе РККА до 1930-х годов.

## Описание конструкции

### Броневой корпус и башня
Характерной особенностью всех этих машин было расположение броневых листов под большими углами наклона, что повышало эффективность бронезащиты. Второй «фирменной» чертой являлась трехместная двухпулеметная башня оригинальной конструкции. Поворот башни производился командиром машины с помощью специального механизма. Таким образом осуществлялось целеуказание двум пулеметчикам, которые вели огонь через большие амбразуры, прикрытые подвижными броневыми заслонками.

### Вооружение
2 пулемета Максима обр. 1910 г.; каждый имел сектор обстрела около 90°.

## Модификации
Из-за большой боевой массы машины, составлявшей 3,4 т, базовое шасси было сильно перегружено, и после испытаний, проведенных в конце апреля 1916 года, было принято решение о переработке проекта.
Под руководством начальника броневого отдела Военной автомобильной школы капитана Бажанова, на Ижорском заводе громоздкую трехместную башню заменили на две одноместных, расположенных по диагонали. При этом демонтировали вращающийся полик с пулеметными стойками. Также несколько уменьшили площадь бронирования. В результате проведенных мероприятий, масса бронеавтомобиля была снижена до 2,74 т, а перегрузка шасси в 2,5 раза (с 68 до 26 пудов). Облегченные бронеавтомобили смогли развивать скорость до 55 км/ч.

## Операторы
- Российская империя
- РСФСР.

## Служба и боевое применение
В июле 1916 года все 12 автомобилей были отправлены на фронт.